# Getreidemilch
Getreidemilch ist ein Getränk, das aus fermentiertem Getreide oder aus Mehl hergestellt wird. Getreidemilch kann unter anderem als Milchersatz dienen, insbesondere auch für die laktosefreie oder vegane Ernährung. Getreidemilch wird aus Reis (siehe Reismilch), Hafer (siehe Hafermilch), Dinkel, Hirse, Roggen oder Einkorn gewonnen. Es gibt auch Produkte aus Pseudogetreide, z. B. Buchweizen. Zur Geschmacksverbesserung können Enzyme zugesetzt werden, die einen Teil der Stärke in Malzzucker umwandeln.
Getreidemilch ähnelt Kuhmilch in Aussehen und Konsistenz. Der Nährwert ist abhängig von der verwendeten Getreideart und kann mit dem von Kuhmilch in Bezug auf Vitamine und Mineralstoffe verglichen werden, enthält weniger Protein, weniger Fett und mehr Kohlenhydrate. Manche Hersteller setzen ihren Produkten Calcium oder Cobalamin hinzu, um mit Kuhmilch vergleichbare Werte zu erhalten. Getreidemilch enthält wenig gesättigte Fettsäuren und keine Laktose; sie kann daher bei Laktoseintoleranz getrunken werden.
Ein ähnliches Erzeugnis ist Kokkoh, ein auf Reis basierender breiförmiger Milchersatz.

## Rechtliches
Die Bezeichnung als „Milch“ ist umgangssprachlich, das Lebensmittelrecht sieht jedoch andere Bezeichnungen vor: Aus Getreide hergestellte (und nicht als traditionell etablierte Ausnahme geführte) Getränke dürfen innerhalb der EU generell nicht als Milch in Verkehr gebracht werden, sondern heißen dann z. B. „Hafergetränk“ und dergleichen.